# Senonnes
Senonnes település Franciaországban, Mayenne megyében. Lakosainak száma 376 fő (2022. január 1.). Senonnes Eancé, Congrier, La Rouaudière, Saint-Erblon és Ombrée d’Anjou községekkel határos.

## Népesség
A település népessége az elmúlt években az alábbi módon változott:
| Lakosok száma | 442  | 345  | 331  | 360  | 336  | 342  | 357  | 347  | 345  | 376  |
|               | 1968 | 1982 | 1990 | 2006 | 2013 | 2015 | 2017 | 2019 | 2020 | 2022 |